# Артуро Умберто Ільїя
Арту́ро Умбе́рто І́льїя (ісп. Arturo Umberto Illia; 4 серпня 1900 — 18 січня 1983) — аргентинський лікар і політик, президент Аргентини з 12 жовтня 1963 по 28 червня 1966 року.

## Ранні роки
Артуро Умберто Ільїя народився 4 серпня 1900 року у Пергаміно, Буенос-Айрес, у родині італійських іммігрантів з Ломбардії Емми Францесконі у Мартіна Ільїя.
У 1918 році вступив до медичної школи Університету Буенос-Айреса. Того ж року він приєднався до руху за реформу університетів Аргентини (Reforma Universitaria), який виник у місті Кордова, й заклав базу для вільної, відкритої та публічної освітньої системи під менш активним впливом католицької церкви.
У ході медичних досліджень Ільїя починає працювати в лікарні Сан-Хуан де Діос у місті Ла-Плата, й у 1927 році отримав диплом.
У 1928 році він зустрівся з президентом Іполіто Ірігоєном, давнім лідером центристської партії Громадянський радикальний союз, й першим вільно обраним президентом Аргентини. Ільїя запропонував йому свої послуги як лікар, та Ірігоєн, у свою чергу, запропонував йому пост медичного представника у будь-якій частині країни. Приставши на цю пропозицію, Ільїя вирішив переїхати до мальовничого Крус-дель-Ехе у провінції Кордова. Він працював там з 1929 до 1963 року, за винятком трьох років (1940–1943), коли він був віце-губернатором провінції.
15 лютого 1939 року він одружився з Сильвією Ельвірою Марторель.

## Політична діяльність
Артуро Ільїя став членом Громадянського радикального союзу, коли сягнув повноліття, у 1918 році, під сильним впливом радикально налаштованих батька і його брата. Того ж року він вступив до університету.
З 1929 року, після переїзду в Крус-дель-Ехе, він розпочав активну політичну діяльність, яку він суміщав з професійною. У 1935 році його було обрано сенатором провінційного департаменту Крус-дель-Ехе під час виборів, які відбулись 17 листопада.
На виборах 10 березня 1940 року його було обрано на пост віце-губернатора провінції Кордова. Ільїя займав цей пост до встановлення у країні диктатури Педро Раміреса у 1943 році.

## Президентські вибори 1963 року
Після падіння популістського уряду Хуана Перона у 1955 році Аргентину охопив тривалий період політичної нестабільності. У цей період армія мала великий вплив на політику країни, та, попри це вибори все одно відбулись. З 1955 до 1963 року у країні змінилось п'ять президентів, з яких тільки один був демократично обраний: Артуро Фрондісі, який керував країною з 1 травня 1958 року, поки його не було скинуто 29 березня 1962 року в результаті військового перевороту.
Після падіння Фрондісі голова Сенату Хосе Марія Гвідо стає тимчасовим президентом країни, починає процес «нормалізації», який у підсумку призводить до нових виборів, що відбулись 7 липня 1963 року.
31 липня 1963 року Ільїя за підтримки трьох центристських партій був обраний президентом Аргентини.

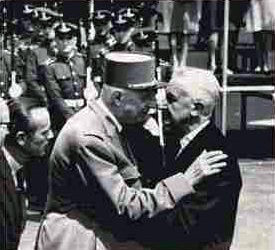
Ільїя (праворуч) і Шарль де Голль у 1964 році

Артуро Ільїя вступив у посаду президента 12 жовтня 1963 року. На цьому посту він провадить помірковану політику. Був скинутий 28 червня 1966 року військовим переворотом, який став відомим під назвою Аргентинська революція.